# (37077) 2000 UK55
2000 UK55 (asteroide 37077) é um asteroide da cintura principal. Possui uma excentricidade de 0.06294880 e uma inclinação de 10.05546º.
Este asteroide foi descoberto no dia 24 de outubro de 2000 por LINEAR em Socorro.